# P. H. Moriarty
Paul Hugh Moriarty (Londra, 27 febbraio 1939 – Londra, 2 febbraio 2025) è stato un attore britannico.

## Biografia
Svolse numerosi lavori, come il pugile o lo scaricatore di porto ed entrò nel mondo del cinema molto avanti negli anni, "scoperto" casualmente durante le riprese di un film girato nei pressi della banchina del porto presso cui lavorava. Dal 1978 prese parte a decine di film e serie televisive.

## Filmografia

### Cinema
- Quadrophenia, regia di Franc Roddam (1979)
- Scum, regia di Alan Clarke (1979)
- Quel lungo venerdì santo (The Long Good Friday), regia di John Mackenzie (1980)
- A Sense of Freedom, regia di John Mackenzie (1981)
- Atmosfera zero (Outland), regia di Peter Hyams (1981)
- Lo squalo 3 (Jaws 3-D), regia di Joe Alves (1983)
- Slayground, regia di Terry Bedford (1983)
- Giochi di potere (Patriot Games), regia di Phillip Noyce (1992)
- Charlot (Chaplin), regia di Richard Attenborough (1992)
- Lock & Stock - Pazzi scatenati (Lock, Stock and Two Smoking Barrels), regia di Guy Ritchie (1998)
- Submerged - Allarme negli abissi (Submerged), regia di Anthony Hickox (2005)
- The Battersea Ripper, regia di Mike Spencer (2006)
- The Riddle, regia di Brendan Foley (2007)
- Evil Never Dies, regia di Martyn Pick (2014)
- Persian Eyes, regia di Paul Slatter – cortometraggio (2015)
- Rise of the Footsoldier: Origins, regia di Nick Nevern (2021)

### Televisione
- Law & Order, regia di Les Blair – miniserie TV (1978)
- Play for Today – serie TV, episodio 10x06 (1979)
- Bloody Kids, regia di Stephen Frears – film TV (1980)
- Fox – serie TV, episodio 1x05 (1980)
- Un cinese a Scotland Yard (The Chinese Detective) – serie TV, episodio 1x01 (1981)
- Ispettore Maggie (The Gentle Touch) – serie TV, episodio 3x10 (1982)
- Bird of Prey – serie TV, episodi 1x03-1x04 (1982)
- BBC2 Playhouse – serie TV, episodio 8x24 (1982)
- Strangers – serie TV, episodio 5x07 (1982)
- I Professionals (The Professionals) – serie TV, episodio 5x02 (1982)
- The Nation's Health – serie TV, 4 episodi (1983)
- Number One, regia di Les Blair – film TV (1984)
- The Monocled Mutineer – miniserie TV, puntata 02 (1986)
- Screen One – serie TV, episodio 1x03 (1989)
- Dear Sarah, regia di Frank Cvitanovich – film TV (1989)
- Metropolitan Police (The Bill) – serie TV, 4 episodi (1989-2000)
- Paradise Club (The Paradise Club) – serie TV, episodio 2x06 (1990)
- Palmer, regia di Keith Washington - film TV (1991)
- For the Greater Good – serie TV, episodio 1x01 (1991)
- Thief Takers – serie TV, episodio 3x06 (1997)
- Dune - Il destino dell'universo (Frank Herbert's Dune), regia di John Harrison – miniserie TV (2000)
- I figli di Dune (Children of Dune), regia di Greg Yaitanes – miniserie TV (2003)
- Doctors – soap opera, puntata 6x31 (2004)
- Judge John Deed – serie TV, episodio 4x04-4x05-4x06 (2005)
- GB3-Being Young, regia di Lee Phillips – film TV (2005)